# 生まれる。
『生まれる。』（うまれる。）は、TBS系列の金曜ドラマ枠（毎週金曜日22:00 - 22:54、JST）で2011年4月22日から6月24日まで放送された日本のテレビドラマ。主演は堀北真希。

## 概要
母親の51歳での高年齢妊娠をきっかけに、四姉弟と母親の「命」と「絆」を描いた社会派ヒューマンドラマ。
ドラマの冒頭では高年齢出産を経験した女性たちのインタビューを紹介する他、ダブルエースでの企画会議のシーンでは、ドラマでとり上げる高年齢出産に関するさまざまなテーマを、本の企画のために愛美たちが調べたことを説明する形で、視聴者に向けても解説している。なお本作で51歳で妊娠する林田愛子役を演じる田中美佐子は、実際に43歳での高年齢出産を経験している。

## あらすじ
4人きょうだいの長女、林田愛美が暮らす林田家は、独立して近所で独り暮らしをしている長弟・太一を含め、まさに「絵に描いたような家庭」そのものだった。しかし、パン屋を営む父・新平が突然病死してしまう。さらにその直後に母・愛子が51才にして新平との子どもを身籠っていることが判明する。
「あの人が生きた証を残したい」と愛子は産む決心をするが、愛美を含め次弟・浩二以外は猛反対する。
そしてさらに追い討ちをかけるように、太一は実の父親と名乗る中野が現れ自分が林田家の実子ではないことが判明し、出自に苦悩する。末妹・美子は愛子が高齢妊婦だということがクラスメート達にばれてしまい、元々されていたいじめがさらにエスカレートし親友にまで裏切られ不登校、引きこもりに。浩二に到っては、せっかく愛子からの骨髄ドナーによって治った白血病が再発するなど、弟達もそれぞれ様々な困難に直面する。
愛美は高年齢出産をテーマにした本を出版するためにチーフになったことで初めて「産む側」の立場、愛子の気持ちが理解できるようになり、出産を応援するようになる。太一と美子は母や姉の力を借りて葛藤を克服し、浩二は赤ちゃんのへその緒から出る臍帯血から病気が治る可能性が出たりと、高年齢出産をきっかけに林田家は以前より硬い絆でまた1つになっていく。

## キャスト

### 林田家
林田 愛美（はやしだ まなみ）〈25〉
演 - 堀北真希
主人公。林田家の長女で第一子。東京都内の小さな出版社の雑誌編集プロダクション「ダブルエース」でアシスタントとして働いている。自分が発案した企画がなかなか決まらないことで悩んでいたが、高年齢出産の本の出版でチーフとなり、母親の妊娠や兄弟の問題と向き合う中で編集者としても成長していく。林田家では母親の一番の理解者で、3人の兄弟の面倒を見るしっかり者、大食い。
林田 太一（はやしだ たいち）〈24〉
演 - 大倉忠義（関ジャニ∞）
林田家の長男。実母である文恵が出産後、中野を追って育児放棄したため、文恵の両親によって施設に預けられそうになるが、愛子・新平が特別養子縁組による養子とした。デザイン会社「デザイナーズプラス」にデザイナーとして勤務。真面目で素直だが、やや気弱な性格。 実父である中野の出現により、林田家の家族と血のつながりがないことを知り、葛藤する。妊娠した真帆を捨て、自身のデザインを盗用した小池から、愛子が本当の親じゃないと言われたことに逆上し、傷害事件を起こしたため留置所に収監され、退職。中野に誘われ、寺田組で健康水詐欺の電話の仕事や、無縁死した老人の息子に成りすまして遺産を相続する仕事に手を染めようとしていたが、家族や真帆のことが気がかりで忘れられず、さらに愛美から浩二の白血病の再発と病状悪化を聞き、中野の元から逃げ、浩二の病室にかけつける。その後は「PANTTEN」で働き始める。愛子に頼まれ、結人の名付け親となる。好物はシーフードパスタ。
林田 浩二（はやしだ こうじ）〈20 → 21〉
演 - 中島健人（当時ジャニーズjr、B.I.Shadow・現Sexy Zone）
林田家の次男。1990年10月4日生まれ。大学生。奔放で強気な性格。中学3年の時に白血病にかかり、サッカーを断念。兄弟や骨髄バンクの骨髄とは合わず、愛子の骨髄が適合し助かるが、内出血による青あざや鼻血など、再発の兆候が出始めていた。愛子の出産を最初から応援しており、パートの募集をしていた「PANNTEN」でバイトを始めた。その後病院で再検査を受けたところ、白血病が再発していたことがわかり、愛子には海外に行くと嘘をついて再び入院したが、奇しくも同じ病院に国木が入院したことから愛美に知られる。愛子の出産後、結人の臍帯血移植を受け、回復する。合コンが趣味で、白血病の話で女性たちの気を引いていた。映画監督を目指すようになる。
林田 美子（はやしだ みこ）〈17〉
演 - 竹富聖花
林田家の次女。高校3年生。成績が優秀で、将来の夢は弁護士になること。見栄っ張りで生意気な性格が災いし、学校でいじめられている。クラス中に愛子の妊娠を知られ、さらにいじめがエスカレートし不登校となった後、引きこもりになり、友人と信じていた有紀にも裏切られる。愛美から浩二の白血病の再発と愛子が浩二に臍帯血を移植させるために元気な赤ちゃんを産もうとしていることを聞き、愛子と和解した上で出産を応援するようになり、学校にも再び通い始め、有紀たちにも毅然と立ち向かえるようになる。その後、イジメが解決したのかは最後まで描かれなかった。好物はオムライス。
林田 愛子（はやしだ あいこ）〈51〉
演 - 田中美佐子
4人姉弟の母。新平の妻。1959年12月1日生まれ。新平の死後、51歳で妊娠した事が判明。自身や家族の様々な問題を乗り越え、三男・結人（ゆいと）を出産。太一の実母・文恵は高校時代の友人。
林田 新平（はやしだ しんぺい）〈享年55〉
演 - 三宅裕司（特別出演）
4人姉弟の父。愛子の夫。パン屋「PANNTEN」の店主。愛子の妊娠を知る前に、店で脳梗塞で倒れ、亡くなってしまう。

### PANNTEN

#### 従業員
森脇 哲多（もりわき てった）〈35〉
演 - 大竹浩一
「PANNTEN」の従業員。

#### お客
西嶋 丸子（にしじま まるこ）〈11〉
演 - 宮武祭
「PANNTEN」の常連客。
西嶋 萌生（にしじま ほうせい）〈9〉
演 - 高井萌生（第5・6・8・9・最終話）
丸子の弟。ダウン症で、言葉の最後を「以上です」と締めくくる口癖があった。一緒に遊びに行った時に公園で愛美が落とした手帳を見つけた事がある。
西嶋 沙紀（にしじま さき）
演 - 西田ひかる（第5話）
丸子・萌生の母親。
「PANTTEN」の客
演 - 伊藤優（第6話）
「PANTTEN」移動販売の女性客
演 - 安藤穂南（第6話）、片桐優妃（第6話）、水谷幸恵（第6話）

### 林田家の友人関係
内田 留美（うちだ るみ）〈40〉
演 - 西村知美
愛子の友人。子どもが欲しくて不妊治療を受けているが、夫・喜一とケンカして家を出て、林田家に居候する。しかし美子から愛子の妊娠を聞かされ、嘘をつかれたことに憤りを感じ、愛子と仲たがいしていた。しかし愛子に薦められて近藤と会い、子供を産みたいのか子供を育てたいのかを問われ、考えた末、子供を育てたいことに気づき、喜一の賛成も得て近藤に特別養子縁組を頼み、女の子を養女とする。
内田 喜一（うちだ きいち）
演 - 大地洋輔（ダイノジ）（最終話）
留美の夫。
山中 裕也（やまなか ゆうや）〈20〉
演 - 福士蒼汰
浩二の友人。浩二の体調を心配する。
愛美の友人
演 - 中西美帆（第2話）、清水沙映（第2話）、上脇結友（第2話）

### 近藤マタニティクリニック
近藤 卓巳（こんどう たくみ）〈55〉
演 - 大杉漣
近藤マタニティクリニックの産婦人科医。愛子の担当医。チョコレートが好き。元々心臓が弱かった妻が子供を欲しがり妊娠するが、予定日よりも早く帝王切開で女の子を出産。その後2度の心臓手術を受けたが、半年後に亡くなる。妊娠中にお腹の子よりも妻を救おうと考えたことがあり、妻にそれを諭されてからは自分への戒めも込めて、相当の理由がない限り、中絶に反対するようになる。
三田 信子（みた のぶこ）
演 - 伽代子（第2話 - 最終話）
助産師。妊婦体操の指導も行う。
受付
演 - 早川亜希（第2・3話）

### ダブルエース
大川 洋一（おおかわ よういち）〈28〉
演 - 鈴木亮平
愛美の同僚で元カレ。高年齢出産の本の企画で、愛美のアシスタントとなる。
国木 美和（くにき みわ）〈51〉
演 - 戸田恵子
愛美の上司。豪胆な性格をしており、愛美から尊敬されている。 愛美がチーフとなった高年齢出産の本の企画で監修として携わりながら、愛美の成長を見届ける。子宮筋腫にかかり、子宮の全摘出手術を受けた。前の会社にいた頃、長澤からプロポーズされたことがあり、当時交際していた男性がいたため断った。その男性に振られた後、仕事のパートナーとして長澤に誘われ、ダブルエースを設立。「生まれる。」の出版を見届け、いろんなところを旅するために退職。
長澤 剛（ながさわ つよし）〈55〉
演 - 金田明夫
ダブルエース社長。妻の43歳での妊娠がキッカケで高年齢出産の本の出版を思いつき、国木に企画を持ちかける。国木にプロポーズしたが振られたことがあり、その後仕事のパートナーとして誘い、ダブルエースを設立。

### 愛美の取材相手
川上 千恵（かわかみ ちえ）〈48〉
演 - 若村麻由美（第3話）
下着会社・ANGEL TRICK社長。40歳で子どもが欲しくなり、結婚後不妊治療を受けるがホルモン値が悪く良い卵子ができないことが分かり、アメリカで卵子提供を受け妊娠。
子どもを自分の目標を成し遂げるための道具にしか考えていなかったが、胎盤早期剥離による帝王切開で長男・生太を出産した後、気持ちに変化が現れる。
川上 生太（かわかみ せいた）
演 - 野田智聖（第3話）
千恵の息子。低出生体重児。
千恵の秘書
演 - 深谷由梨香（第3話）
八坂 朋子（やさか ともこ）〈41〉
演 - 生稲晃子（第4話）
会社員。妊娠15週で12歳の子供がいる。
一人目の時には羊水検査を受けなかったが、今回は受ける予定。
鶴野 理子（つるの りこ）〈39〉
演 - 伊藤つかさ（第4話）
専業主婦。不妊治療を受けてやっと授かり現在妊娠14週。
羊水検査を受けるよう姑に勧められるが、受けない予定。
北条 仁美（ほうじょう ひとみ）〈40〉
演 - 浅香唯（第4話）
専業主婦。妊娠16週で、6歳の長男・耕太はダウン症。夫に羊水検査を受けてほしいと言われ、受けるかどうか悩んでいた。
取材の時点で既に検査を申し込んでおり、陽性が出たら堕ろしてほしいと夫から言われていた。しかしその後、検査を取りやめる。
鳥井 春奈（とりい はるな）
演 - 原日出子（第7話）
児童養護施設の職員。施設に預けられる児童たちの実態や、特別養子縁組の現状について愛美たちに語る。
児童養護施設の職員
演 - 川村沙也、岡田一博（第7話）
芦沢 千穂（あしざわ ちほ）
演 - 友近（第9話）
インテリアショップを営む。2年前の夏に妊娠するが、妊娠18週で近藤からお腹の子がポッター症候群だと宣告される。夫は中絶を勧めたが、赤ちゃんがきてくれたことに意味があるという近藤の言葉を聞き出産を決意。男の子を出産し、光一と名づけたが、生まれてから1時間で亡くなり、その時に近藤が自分の妻を亡くした辛い経験を話してまで慰めてくれた。現在妊娠5カ月。
千穂の夫
演 - 大木イチロー（第9話）

### 浩二の合コン相手
- 濱田准（第1話）、佐藤栞菜（第1話）、秋山優（第1話）
- 清水恵理（第2話）、土井玲奈（第2話）、福岡加奈子（第2話）
- ENA（第3話）、日下部薫（第3話）、房みどり（第3話）

### 名峰総合病院
玉木（たまき）
演 - 児嶋一哉（アンジャッシュ）（第6 - 最終話）
名峰総合病院の医師。浩二の主治医。
浩二とは子供の頃からの付き合い。白血病が再発し取り乱す彼に「また、お母さんから骨髄を貰えばいいから」と落ち着かせようとするが「母は今、妊娠してるんです!」という衝撃の告白に唖然とする。
その後の病状の悪化もあり、愛子の出産直後の臍帯血で治る可能性を見出す。
看護師
演 - もたい陽子（第8・最終話）

### 水川家
水川 真帆（みずかわ まほ）〈29〉
演 - 酒井若菜
デザイナーズプラスの社員で太一の先輩。太一をランチに連れ出している間に、小池に太一のデザインを盗ませる片棒を担いでいた。小池の子を妊娠しているが、DVを振るわれている。太一の仕事をうまくいかなくさせた責任を感じ、会社を退職。その後、長女・陽菜を出産。
水川 陽菜（みずかわ ひな）
演 - 高橋優月（第9話）
真帆の娘。

### 暴力団
中野 瑛太（なかの えいた）〈50〉
演 - 斎藤歩
太一の実父。愛子・新平夫妻が太一を金で買ったと逆恨みし、太一に接近し金を無心するだけでなく、自分の借金を太一に返済させようとする。太一の代わりに無縁死した老人の息子に成りすまして遺産を相続し、借金を完済させたが、太一が逃走した責任から制裁を加えられる。治療費をたかりに太一の元に現れるが、貴方がいたからこの世に生まれ、林田家の家族と出会って、生きていられると太一から礼を言われ、何もできずに立ち去り、その後警察に自首する。
寺田 一朗（てらだ いちろう）
演 - きたろう（第4・5・8話）
寺田組組長。
沢田（さわだ）
演 - ムロツヨシ（第4 - 8話）
寺田組組員。

### 美子の学校関係者
小山 有紀（こやま ゆき）〈17〉
演 - 篠原愛実
美子の友人。裏表が激しく、陰険で腹黒い性格で、内心では美子の容姿や成績に激しく嫉妬している。美子へのイジメの黒幕で、偶然エコー写真を拾った母から愛子の妊娠を知り、さらに美子を追いつめていく。美子とは最後まで和解することは特になかった。
有紀の母親
演 - 中村容子（第4話）
近藤マタニティクリニックの待合ロビーで愛子が落としたエコー写真を拾った事が原因で、娘・有紀の同級生である美子の母・愛子の妊娠のことがクラス中に知れ渡ることとなる。
教師
演 - 石川裕司（第5話）
美子のクラス担任。
瑞穂（みずほ）
演 - 落丸紗矢（第5話）
美子の同級生。
美子の同級生
演 - 團遥香（第5話）

### その他
小池 晴馬（こいけ はるま）〈29〉
演 - 淵上泰史（第1 - 第7話）
デザイナーズプラスの社員で太一の先輩。真帆の恋人。職場では出世頭だが、真帆の協力を得て太一のデザインを盗用していた。太一を挑発して殴られた時も太一から一方的に殴られたと愛美に嘘をつき、示談金をネタに太一から大金を騙し取ろうとしていた。なお、示談金は支払ったのかは最後まで描かれなかった。

### ゲスト
第1話
笹川（ささがわ）
演 - 久ヶ沢徹（第2 - 第5話）
デザイナーズプラスの社員で太一の上司。
大森 昌也（おおもり まさや）
演 - 法福法彦
神南産婦人科の産婦人科医。妊娠の診察を受けた愛子が中絶しようとした。
神南産婦人科の看護師
演 - 細野今日子
区役所職員
演 - 藤田昌宏
第5話
公園の女性
演 - 島邑みか、坂東七笑
第6話
日村
演 - 金子裕
小池の担当弁護士。太一に示談を持ちかける。
連行される犯人
演 - 指宿豪
犯人を連行する警官
演 - 政宗アタル、加藤慎也
第7話
健康水詐欺の電話をかけた老人
演 - 安田洋子（声のみ）
第8話
花形信用金庫の行員
演 - 柳井洋子
太一の隣の部屋の住人
演 - 張春紅
最終話
太木（ふとき）
演 - 大島美幸（森三中）
近藤の元を訪れるが、想像妊娠と診断される。
酒蔵の社長
演 - 谷川昭一朗
書店で「生まれる。」を立ち読みする女性
演 - 大川明子
女児の母親
演 - 浜田美優
女の子を出産後に手離した学生風の女性。その子は特別養子縁組で喜一・留美夫妻の養女となる。

## スタッフ
- 脚本：鈴木おさむ
- 音楽：菅野祐悟
- 音楽プロデューサー：志田博英
- 主題歌：関ジャニ∞「365日家族」（インペリアルレコード）[6]
- 医療監修：杉本充弘（日本赤十字社医療センター）、坂巻壽 （東京都立駒込病院）
- バースコーディネーター：大葉ナナコ
- プロデューサー：鈴木早苗
- 演出：金子文紀、吉田秋生、武藤淳
- 制作：TBS

## 放送日程
| 各話                                                       | 放送日        | サブタイトル                                         | 演出     | 視聴率 |
| ---------------------------------------------------------- | ------------- | ---------------------------------------------------- | -------- | ------ |
| 第1話                                                      | 2011年4月22日 | 母が51歳で妊娠した、命と命の絆を描くヒューマンドラマ | 金子文紀 | 11.2%  |
| 第2話                                                      | 2011年4月29日 | 家族の秘密                                           | 金子文紀 | 09.7%  |
| 第3話                                                      | 2011年5月06日 | 母のおなかにあるのは命                               | 武藤淳   | 09.8%  |
| 第4話                                                      | 2011年5月13日 | 命を選びますか?                                      | 吉田秋生 | 10.7%  |
| 第5話                                                      | 2011年5月20日 | ママの所に来てよかった                               | 金子文紀 | 09.8%  |
| 第6話                                                      | 2011年5月27日 | 第2章 家族の絆が生まれる                             | 武藤淳   | 11.3%  |
| 第7話                                                      | 2011年6月03日 | 私達は家族だから                                     | 吉田秋生 | 10.6%  |
| 第8話                                                      | 2011年6月10日 | 消えそうな命が家族を結ぶ                             | 金子文紀 | 08.9%  |
| 第9話                                                      | 2011年6月17日 | 終章〜生まれ生きてる奇跡                             | 武藤淳   | 10.1%  |
| 最終話                                                     | 2011年6月24日 | 人と人との絆が生まれる                               | 金子文紀 | 10.8%  |
| 平均視聴率 10.3%（視聴率は関東地区・ビデオリサーチ社調べ） |               |                                                      |          |        |

## 関連商品

### サウンドトラック
- TBS系 金曜ドラマ「生まれる。」オリジナルサウンドトラック（Anchor Records、2011年6月8日発売）

| 収録曲（タイトル）／作曲など | 収録曲（タイトル）／作曲など | 収録曲（タイトル）／作曲など |
| ---------------------------- | ---------------------------- | ---------------------------- |
| M-01                         | 生まれる。                   | 作曲・編曲：菅野祐悟         |
| M-02                         | 命                           | 作曲・編曲：菅野祐悟         |
| M-03                         | ひとりの人生を産む           | 作曲・編曲：菅野祐悟         |
| M-04                         | 子どもたちの笑顔             | 作曲・編曲：菅野祐悟         |
| M-05                         | ありがとう                   | 作曲・編曲：菅野祐悟         |
| M-06                         | 新しいつながり               | 作曲・編曲：菅野祐悟         |
| M-07                         | ささやかな幸せ               | 作曲・編曲：菅野祐悟         |
| M-08                         | 覚悟                         | 作曲・編曲：菅野祐悟         |
| M-09                         | 広がる波紋                   | 作曲・編曲：菅野祐悟         |
| M-10                         | 母と子                       | 作曲・編曲：菅野祐悟         |
| M-11                         | 困難                         | 作曲・編曲：菅野祐悟         |
| M-12                         | 誰かのために生きる           | 作曲・編曲：菅野祐悟         |
| M-13                         | リスク                       | 作曲・編曲：菅野祐悟         |
| M-14                         | 生きているということ         | 作曲・編曲：菅野祐悟         |
| M-15                         | 体の声                       | 作曲・編曲：菅野祐悟         |
| M-16                         | 厳しい現実                   | 作曲・編曲：菅野祐悟         |
| M-17                         | 限界                         | 作曲・編曲：菅野祐悟         |
| M-18                         | PANNTEN                      | 作曲・編曲：菅野祐悟         |
| M-19                         | ママに会いに来る             | 作曲・編曲：菅野祐悟         |
| M-20                         | お腹の中からのノック         | 作曲・編曲：菅野祐悟         |
| M-21                         | 生まれる。〜命の重み〜       | 作曲・編曲：菅野祐悟         |

### 書籍
- 生まれる。（鈴木おさむ・著、朝日新聞出版、2011年6月17日発売、ISBN 978-4-0225-0866-9）
- ママへのちょっと早めのラブレター（近藤卓巳・著[7]、川島由佳・絵、朝日新聞出版、2011年6月24日発売、ISBN 978-4-0225-0890-4）
  - 第5話の本編中に登場した近藤執筆の絵本で、放送後、視聴者からの反響を受けて発売が決定した。

### DVD
- 生まれる。DVD-BOX（2011年9月9日発売、TCエンタテインメント）
- 生まれる。BD-BOX（2011年9月9日発売、TCエンタテインメント）

### その他
- 劇中「PANNTEN」の商品として登場した、ごま油クロワッサンがファミリーマートとのタイアップ商品「ごま油クロワッサン (ウィンナーチーズ)」として、4月22日から期間限定で発売された。